# Gohory
Gohory – miejscowość i gmina we Francji, w Regionie Centralnym, w departamencie Eure-et-Loir.
Według danych na rok 1990 gminę zamieszkiwały 234 osoby, a gęstość zaludnienia wynosiła 25 osób/km² (wśród 1842 gmin Regionu Centralnego Gohory plasuje się na 906. miejscu pod względem liczby ludności, natomiast pod względem powierzchni na miejscu 1182.).